# Мухамед Амин
Мухамед Амин Хајдар ел Аулаки (29. априла 1980. у Џедаи, Саудијска Арабија) је професионални фудбалер и репрезентативац Саудијске Арабије који наступа у фудбалском клубу Ал Итихад из Саудијске Арабије. 
Маркос Пакета селектор репрезентације Саудијске Арабије уврстио је Мохамеда Хајдерија у тим за Светско првенство у фудбалу 2006. у Немачкој. Мохамед Хајдер игра на позицији везног играча.